# 가는동강연치
가는동강연치(학명: Nomeus gronovii)는 고등어목 노메치과 가는동강연치속에 속하는 바닷물고기로, 3대 해양에 두루 분포하며 주로 수심 200-1,000m에서 발견된다. 작은부레관해파리와 공생 관계를 이루며 살며, 관해파리 독에 면역을 지니고 있다.